# Ocellularia cinerascens
Ocellularia cinerascens är en lavart som beskrevs av Henry des Abbayes 1955. 
Ocellularia cinerascens ingår i släktet Ocellularia och familjen Thelotremataceae. Inga underarter finns listade i Catalogue of Life.